# Weird Genius
Weird Genius – indonezyjska grupa muzyczna tworząca EDM i synth pop. W jej skład wchodzą Reza Oktovian, Eka Gustiwana i Gerald Liu. Formacja powstała w 2016 roku, a w 2017 roku wydała swój pierwszy utwór zatytułowany „DPS”.

## Członkowie
Bieżący skład
- Reza Oktovian(inne języki), ur. 15 października 1987 – autor tekstów i raper[1] (od 2016 roku)
- Eka Gustiwana(inne języki), ur. 1 sierpnia 1989 – producent muzyczny i klawiszowiec[2] (od 2016 roku)
- Gerald Liu, ur. 10 lutego 1996 – producent muzyczny i DJ (od 2019 roku[3])

Byli członkowie
- Billy Taner, ur. 10 marca 1994 – producent muzyczny i DJ[4] (2016–2019)

## Dyskografia
Single
| Tytuł                                 | Rok  | Przypis |
| ------------------------------------- | ---- | ------- |
| „DPS”                                 | 2017 | [ 5 ]   |
| „Lunatic” (feat Letty)                | 2017 | [ 6 ]   |
| „Big Bang” (feat Letty)               | 2018 | [ 7 ]   |
| „Sweet Scar” (feat Prince Husein)     | 2018 | [ 8 ]   |
| „Dreams” (z: DOLF feat Rochelle)      | 2018 | [ 9 ]   |
| „Irukandji”                           | 2018 | [ 10 ]  |
| „Last Dance” (feat Daniel Rimaldi)    | 2018 | [ 11 ]  |
| „Flickshot” (feat Charita Utami)      | 2019 | [ 12 ]  |
| „Velvet Thorns” (z: Midnight Quickie) | 2019 | [ 13 ]  |
| „Peanut Butter”                       | 2019 | [ 14 ]  |
| „Lathi (ꦭꦛꦶ)” (feat Sara Fajira)       | 2020 | [ 15 ]  |
| „Hush” (z: Yellow Claw, feat Reikko)  | 2020 | [ 16 ]  |
| „All In” (feat Tabitha Nauser)        | 2020 | [ 17 ]  |

Albumy remiksowe
| Tytuł               | Szczegóły albumu                                                                      |
| ------------------- | ------------------------------------------------------------------------------------- |
| Flickshot (Remixes) | - Data wydania: 23 stycznia 2020 - Wytwórnia: Weird Genius - Format: Digital download |
| Lathi (Remixes)     | - Data wydania: 12 grudnia 2020 - Wytwórnia: Astralwerks - Format: Digital download   |

## Trasy koncertowe
- Viral Fest Asia Festival Bangkok (2017)[20]
- Soundrenaline Bali (2017)[21]
- Yellow Claw’s Indonesian Tour (2018)[22]
- Sky Garden Bali (2018)[23]
- The Chainsmokers Live in Concert Jakarta (2018)[24]
- SHVR Jakarta (2018 & 2019)[25]
- Velvet Thorns Tour (2019)
- Lathi Tour (2020)

## Nagrody i nominacje
| Rok  | Nagroda                        | Kategoria                                            | Osoba nominowana/dzieło                                                           | Wynik     | Przypis              |
| ---- | ------------------------------ | ---------------------------------------------------- | --------------------------------------------------------------------------------- | --------- | -------------------- |
| 2018 | Paranoia Awards 2018           | Duo/Group DJ of the Year                             | Weird Genius                                                                      | Nominacja | [ 26 ]               |
| 2019 | Paranoia Awards 2019           | Duo/Group DJ of the Year                             | Weird Genius                                                                      | Wygrana   | [ 27 ]               |
| 2020 | Anugerah Musik Indonesia (23.) | Karya Produksi Terbaik Terbaik                       | „Lathi”                                                                           | Wygrana   | [ 28 ] [ 29 ] [ 30 ] |
| 2020 | Anugerah Musik Indonesia (23.) | Karya Produksi Kolaborasi Terbaik                    | „Lathi”                                                                           | Nominacja | [ 28 ] [ 29 ] [ 30 ] |
| 2020 | Anugerah Musik Indonesia (23.) | Produser Rekaman Terbaik                             | Eka Gustiwana Putra, Gerald Prayogo Pangestu Wibowo, Reza Oktovian                | Nominacja | [ 28 ] [ 29 ] [ 30 ] |
| 2020 | Anugerah Musik Indonesia (23.) | Tim Produksi Suara Terbaik                           | Eka Gustiwana Putra, Gerald Prayogo Pangestu Wibowo, Reza Oktovian, Dhandy Annora | Wygrana   | [ 28 ] [ 29 ] [ 30 ] |
| 2020 | Anugerah Musik Indonesia (23.) | Artis Solo Pria/Wanita/Grup Kolaborasi Dance Terbaik | Weird Genius & Sara Fajira                                                        | Wygrana   | [ 28 ] [ 29 ] [ 30 ] |